# Loretta Goggi
Loretta Goggi (prononcé : [loˈretta ˈɡɔddʒi]), née à Rome le 29 septembre 1950, est une chanteuse et actrice italienne.
En 1981, elle a atteint la deuxième place du Festival della canzone italiana avec la chanson Maledetta Primavera.

## Biographie
Loretta Goggi a été découverte par le présentateur Silvio Gigli et a remporté le concours de Disco magico en 1959  avec Nilla Pizzi. La même année, elle joue son premier rôle cinématographique dans le téléfilm Sotto processo d'Anton Giulio Majano. Elle apparaît ensuite dans de nombreux autres téléfilms des années 1960, comme La cittadella, E le stelle stanno a guardare, I miserabili, Le avventure del Commissario Maigret et La vita di Dante.  En 1963 elle sort le single Se la cercherai écrit par Nico Fidenco, la chanson titre de la version italienne du film  Le Sang à la tête de Gilles Grangier. Dans les années 1960, elle a joué dans de nombreux Musicarelli et a également joué le rôle d'actrice de doublage; par exemple, elle a été la première voix italienne du personnage de dessin animé Titi.
Au début des années 1970, elle prend pied à la télévision. Avec Renzo Arbore elle anime le spectacle Estate insieme et divers spectacles spéciaux comme Incontro con... Lucio Battisti; elle  anime également des émissions de radio et continue sa carrière de chanteuse. En 1971, Pippo Baudo l'engagea comme showgirl pour son émission de télévision La freccia d'oro et participe avec la chanson Io sto vivendo senza te au concours Un disco per l'estate. En 1972 elle rejoint le populaire programme Canzonissima qui la rend populaire auprès des téléspectateurs et la chanson titre Vieni via con me, qu'elle enregistre, devint un succès. L'année suivante, Alighiero Noschese lui donne l'occasion d'interpréter ses propres chansons dans le programme Formula 2.
À partir de 1979, Loretta Goggi présente le spectacle Fantastico aux côtés de Heather Parisi et Beppe Grillo. Avec le label WEA, Goggi sort le single à succès L'aria del sabato sera (1979). Avec Maledetta primavera, elle a participé au Festival de Sanremo de 1981 et termine deuxième derrière Per Elisa d'Alice.
Sur cette vague de succès, Goggi anime son propre programme Hello Goggi sur  Canale 5 et joue un rôle de premier plan au théâtre dans la pièce Stanno suonando la nostra canzone aux côtés de Gigi Proietti et démarre en 1982 l'émission Effetto musica pour Radio Rai et enregistre l'album Pieno d'amore. Sur la Rete 4 en 1983, Goggi présente Gran Varietà aux côtés de Paolo Panelli et Luciano Salce. 
Diverses apparitions au cinéma, à la télévision et au théâtre ont suivi jusqu'en 2010. En 2008, elle a épousé Gianni Brezza après 30 ans de vie commune. 
En 2013 elle publie l'autobiographie de Io nascerò - La forza della mia fragilità, suivi en 2016 par le livre Mille donne in me.
En mars 2022, elle fait partie des protagonistes de la mini-série télévisée diffusée sur Canale 5 , Più forte del destino .
Le 10 mars 2023, soit trente ans après sa dernière émission réalisée seule (Il canzoneniere delle feste), débute sa nouvelle émission Benedetta primavera diffusée en prime time sur Rai 1.

## Discographie partielle
Albums
- 1972 – Vieni via con me (Durium, MS A 77308)
- 1973 – Formula 2 (Durium, MS A 77336)
- 1978 – Il ribaltone (CGD, 20082; avec Daniela Goggi)
- 1979 – Estoy bailando cantado en español (Hispavox, S 50 265; avec Daniela Goggi créditée Hermanas Goggi)
- 1981 – Il mio prossimo amore (WEA, T 58365)
- 1981 – Stanno suonando la nostra canzone (Polydor, 2448 129; avec Gigi Proietti u. a.)
- 1982 –    Pieno d’amore WEA, 2 400401
- 1986 – C'è poesia (Fonit Cetra, TLPX 153)
- 1987 – C'è poesia 2 (Fonit Cetra, TLPX 180)
- 1988 – Donna io, donna tu (Fonit Cetra, TLPX 199)
- 1989 – Punti di vista (Fonit Cetra, TLPX 216)
- 1991 – Si faran… canzone (Fonit Cetra, TLPX 280)

Singles
- 1963 – Se la cercherai / Moscacieca twist (RCA Italiana, PM 3173; créditée  Loretta)
- 1969 – Fino all’ultimo / Scusa se insisto (Durium, Ld A 7610)
- 1970 – Cibù cibà / Due ragazzi (Durium, Ld A 7671)
- 1971 – Ti chiedo scusa / Per favore (Durium, Ld A 7709)
- 1971 – Io sto vivendo senza te / Ciao, settembre (Durium, Ld A 7722)
- 1971 – Cico e Bum / Le buone azioni di Cico e Bum (Durium, Ld A 7725)
- 1972 – Chi salta il fosso / Pun tan tai (Durium, Ld A 7762)
- 1973 – Un pomeriggio con te / Amanti ed angeli (Durium, Ld A 7837)
- 1975 – Loretta con la “O” / Cammino fra la pioggia (CBS, 3450)
- 1976 – Notte matta / Pupo pupazzo (CBS, 4047)
- 1976 – Ancora innamorati / Monsieur voulez-vous dançer? (CBS, 44748)
- 1977 – Domani / Il professore (CGD, 5408; avec Daniela Goggi)
- 1978 – Voglia / Sto ballando (CGD, 10110; avec Daniela Goggi)
- 1979 – L'aria del sabato sera / Dispari (WEA)
- 1979 – Cicciotella / La marcia dei bambini che vanno a letto (WEA, T 18097)
- 1980 – Notti d’agosto / Nun t’allargà (WEA, T 18231)
- 1981 – Maledetta primavera / Mi solletica l'idea (WEA)
- 1981 – Il mio prossimo amore / Penelope (WEA)
- 1982 – Pieno d'amore / Stella del Nord (WEA)

- 1982 – Oceano / Stralunata Roma (WEA, 24 9769 7)
- 1983 – Una notte così / Segreti (WEA, 24 9540-7)
- 1984 – Un amore grande / Solo un’amica (WEA, 24 9482-7)
- 1984 – Notte all’opera / Slowly (CGD, 10593)
- 1986 – Io nascero / Un bacio (Fonit Cetra)
- 2014 – Estoy bailando Remix (avec Daniela Goggi)

## Filmographie partielle
Cinéma
- 1965 : Je la connaissais bien (Io la conoscevo bene) d'Antonio Pietrangeli
- 1966 : Mi vedrai tornare d'Ettore Maria Fizzarotti
- 1967 : Nel sole d'Aldo Grimaldi
- 1969 : Zingara de Mariano Laurenti
- 2005 : Gas de Luciano Melchionna
- 2013 : Pazze di me de Fausto Brizzi

Télévision
- 1959 : Sotto processo, de Anton Giulio Majano (Programma Nazionale)
- 1962 : Una tragedia americana, de Anton Giulio Majano (Programma Nazionale,)
- 1963 : Delitto e castigo, de Anton Giulio Majano (Secondo Programma)
- 1963 : Robinson non deve morire, de Vittorio Brignole (Programma Nazionale)
- 1963 : Demetrio Pianelli, de Sandro Bolchi (Programma Nazionale)
- 1964 : La cittadella, de Anton Giulio Majano (Programma Nazionale)
- 1964 : I miserabili, de Sandro Bolchi (Programma Nazionale)
- 1964 : Le avventure della squadra di stoppa, de Alda Grimaldi (Programma Nazionale)
- 1965 : Vita di Dante, de Vittorio Cottafavi (Programma Nazionale)
- 1965 : Questa sera parla Mark Twain, de Daniele D'Anza (Programma Nazionale)
- 1965 : Il favoloso 18, de Raffaele Meloni (Programma Nazionale)
- 1965 : Scaramouche, de Daniele D'Anza (Programma Nazionale)
- 1966 : Le inchieste del commissario Maigret, épisode Non si uccidono i poveri diavoli, de Mario Landi (Programma Nazionale)
- 1966 : Janine 'série TV), de Vittorio Brignole (Programma Nazionale)
- 1968 : Arriva Brunello, de Alvise Sapori (Programma Nazionale)
- 1968-1969 : La freccia nera,de Anton Giulio Majano (Programma Nazionale)
- 1969-1970 : I passi sulla neve,de Giacomo Fina (Programma Nazionale)
- 1971 : E le stelle stanno a guardare, de Anton Giulio Majano (Programma Nazionale)
- 1971 : La sera della partita,de Gianni Baldi (Secondo Programma)
- 1997-1999 : Due per tre, de Roberto Valentini (Canale 5)
- 2014 : Un'altra vita, de Cinzia TH Torrini (Rai 1)
- 2016 : Come fai sbagli, de Tiziana Aristarco et Riccardo Donna (Rai 1)
- 2017 : Sorelle, de Cinzia TH Torrini (Rai 1)